# Robert Chessex
Pour les articles homonymes, voir Chessex.
Robert Chessex, né à Lausanne le 10 janvier 1904 et mort le 22 avril 1987, est un producteur d'émissions radio-télévisées, auteur dramatique et écrivain suisse, membre fondateur de l'Association vaudoise des écrivains et membre de la Société suisse des écrivains.

## Biographie
Originaire de Montreux, Robert Chessex, après des études de sciences économiques à l'Université de Lausanne, effectue plusieurs séjours à l'étranger, à Berlin et à Paris en particulier. Il suit de près la production cinématographique et travaille quelque temps dans les studios de la compagnie UHA.
De retour en Suisse, Robert Chessex est chargé de diriger la production de films documentaires sur l'industrie et l'économie suisses. En 1932, Robert Chessex publie deux recueils de poèmes, Approches et De la nuit en 1941.
En 1938, à la Maison du Peuple de Lausanne, il crée la pièce Entr'acte, publiée dans le Mois théâtral en mars 1940. Toujours pour le théâtre, il écrit Wer verloren hat, gewinnt (1949), Grandeur naturelle (1953), Accord secret (1970). Il collabore également à diverses revues et écrit des traductions. 
Lauréat en 1934 du 1er Prix des pièces radiophoniques RTSR, Robert Chessex écrit également pour la radio : La passion de Roncevaux (1934) et Le bombardement de San Fernando (1936). Membre de l'Association vaudoise des écrivains et de la Société suisse des écrivains, Robert Chessex décède le 22 avril 1987.

## Œuvres

### Théâtre
- Entr'acte (1940)
- La foire au mariage, Genève, G. Meyer, 1940
- Wer verloren hat, gewinnt (1949)
- Grandeur naturelle (1953)
- Le vingtième homme, Genève, Meyer, 1960
- Accord secret (1970)

### Pièces radiophoniques
- La passion de Roncevaux (1934)
- Le bombardement de San Fernando (1936).

## Poésie
- Approches, Lausanne, C. Bonnard, 1932
- De la nuit, Lausanne, Roth, 1941

## Récompense
- 1934 1er Prix des pièces radiophoniques RTSR

## Sources
- « Robert Chessex », sur la base de données des personnalités vaudoises sur la plateforme « Patrinum » de la Bibliothèque cantonale et universitaire de Lausanne.
- Le Mois théâtral, no 63, mars 1940
- Anne-Lise Delacrétaz, Daniel Maggetti, Écrivaines et écrivains d'aujourd'hui, 1988, p. 45-46
- Historique - Association Vaudoise des Écrivains (AVE) - Revue littéraire vaudoise (Sillages) - Prix des écrivains Vaudois - FAVEP
- Association vaudoise des écrivains